# Тримата тъпаци
„Тримата тъпаци“ (на английски: The Three Stooges) е американски комедиен филм от 2012 г., базиран на поредицата кратки филми от 1934 г. до 1959 г., с участието на едноименното комедийно трио. Филмът е продуциран, написан и режисиран от братята Фарели и е ко-написан от Майк Сероне. Във филма участват Шон Хейс, Уил Сасо, Крис Диамантополос, Джейн Линч, София Вергара, Дженифър Хъдсън, Крейг Биерко и Лари Дейвид. Премиерата на филма е на 13 април 2012 г. от „Туентиът Сенчъри Фокс“.